# Serguéi Orlov
Serguéi Mijáilovich Orlov (1911-1971) fue un pintor, ceramista y escultor ruso, especializado en el retrato de figuras históricas de Rusia.  
Orlov trabajó durante años en la ejecución de piezas en cerámica y porcelana antes de realizar sus primeros encargos en gran formato , la estatua ecuestre de equestrian Yuri Dolgoruki de 1954 en la calle Tverskaya, de la que fue encargado por concurso.  Otros trabajos suyos son  el monumento de 1955 al explorador ruso Afanasy Nikitinen su casa medieval de  Tver, un grupo llamado los partisanos Bielorrusos en la estación del Metro de Moscú Belorusskaya (de la línea  Koltsevaya), y un trabajo en la Puerta Principal del Centro Panruso de Exposiciones.

## Recursos
- Fotografía de Orlov trabajando en el Monumento a Nikitin (enlace roto disponible en Internet Archive; véase el historial, la primera versión y la última).